# Тейлор, Джеффери
Джеффери Мэттью Тейлор (англ. Jeffery Matthew Taylor; родился 23 мая 1989 года в Норрчёпинге, Швеция) — шведский профессиональный баскетболист американского происхождения, играющий на позициях лёгкого форварда и атакующего защитника. Он был выбран во втором раунде под общим 31-м номером на драфте 2012 года клубом «Шарлотт Бобкэтс».

## Личная жизнь
Джеффери — второй из шести детей Джеффа Тейлора, который играл непродолжительное время в НБА, а затем продолжил карьеру в Швеции, где и проживает по сей день. Тейлор младший имеет двойное гражданство (США и Швеции по рождению), до 2006 года он жил в Швеции и выступал за Norrköping Ungdomsbasket Förening, а позже, проживая уже в Соединённых Штатах, он как-то сказал в одном из своих интервью: «…если кто-нибудь меня спросит, откуда я, я скажу из Швеции.» Тем не менее, как игрок он вырос в городе Хобс (штат Нью-Мексико), где его отец был школьной звездой в конце 70-х.

## Достижения
- Чемпион Евролиги: 2017/2018
- Обладатель Межконтинентального кубок ФИБА: 2015
- Чемпион Испании (4): 2015/2016, 2017/2018, 2018/2019, 2021/2022
- Обладатель Кубка Испании (2): 2015/2016, 2016/2017

## Статистика

### Статистика в НБА
| Сезон                                                                                    | Команда | Регулярный сезон | Регулярный сезон | Регулярный сезон | Регулярный сезон | Регулярный сезон | Регулярный сезон | Регулярный сезон | Регулярный сезон | Регулярный сезон | Регулярный сезон | Регулярный сезон | Серия плей-офф | Серия плей-офф | Серия плей-офф | Серия плей-офф | Серия плей-офф | Серия плей-офф | Серия плей-офф | Серия плей-офф | Серия плей-офф | Серия плей-офф | Серия плей-офф |
| Сезон                                                                                    | Команда | GP               | GS               | MPG              | FG%              | 3P%              | FT%              | RPG              | APG              | SPG              | BPG              | PPG              | GP             | GS             | MPG            | FG%            | 3P%            | FT%            | RPG            | APG            | SPG            | BPG            | PPG            |
| ---------------------------------------------------------------------------------------- | ------- | ---------------- | ---------------- | ---------------- | ---------------- | ---------------- | ---------------- | ---------------- | ---------------- | ---------------- | ---------------- | ---------------- | -------------- | -------------- | -------------- | -------------- | -------------- | -------------- | -------------- | -------------- | -------------- | -------------- | -------------- |
| 2012/13                                                                                  | Шарлотт | 77               | 29               | 19,6             | 43,1             | 34,4             | 72,8             | 1,9              | 0,8              | 0,6              | 0,2              | 6,1              | Не участвовал  | Не участвовал  | Не участвовал  | Не участвовал  | Не участвовал  | Не участвовал  | Не участвовал  | Не участвовал  | Не участвовал  | Не участвовал  | Не участвовал  |
| 2013/14                                                                                  | Шарлотт | 26               | 8                | 24,2             | 37,6             | 26,9             | 55,3             | 2,3              | 0,8              | 0,5              | 0,2              | 8,0              | Не участвовал  | Не участвовал  | Не участвовал  | Не участвовал  | Не участвовал  | Не участвовал  | Не участвовал  | Не участвовал  | Не участвовал  | Не участвовал  | Не участвовал  |
| 2014/15                                                                                  | Шарлотт | 29               | 13               | 14,8             | 39,5             | 30,6             | 63,4             | 1,8              | 0,8              | 0,4              | 0,0              | 4,4              | Не участвовал  | Не участвовал  | Не участвовал  | Не участвовал  | Не участвовал  | Не участвовал  | Не участвовал  | Не участвовал  | Не участвовал  | Не участвовал  | Не участвовал  |
|                                                                                          | Всего   | 132              | 50               | 19,4             | 40,9             | 31,9             | 66,5             | 2,0              | 0,8              | 0,5              | 0,2              | 6,1              | Не участвовал  | Не участвовал  | Не участвовал  | Не участвовал  | Не участвовал  | Не участвовал  | Не участвовал  | Не участвовал  | Не участвовал  | Не участвовал  | Не участвовал  |
| Наведите курсор мыши на аббревиатуры в заголовке таблицы, чтобы прочесть их расшифровку. |         |                  |                  |                  |                  |                  |                  |                  |                  |                  |                  |                  |                |                |                |                |                |                |                |                |                |                |                |

### Статистика в Д-Лиге
| Сезон                                                                                    | Команда | Регулярный сезон | Регулярный сезон | Регулярный сезон | Регулярный сезон | Регулярный сезон | Регулярный сезон | Регулярный сезон | Регулярный сезон | Регулярный сезон | Регулярный сезон | Регулярный сезон | Серия плей-офф | Серия плей-офф | Серия плей-офф | Серия плей-офф | Серия плей-офф | Серия плей-офф | Серия плей-офф | Серия плей-офф | Серия плей-офф | Серия плей-офф | Серия плей-офф |
| Сезон                                                                                    | Команда | GP               | GS               | MPG              | FG%              | 3P%              | FT%              | RPG              | APG              | SPG              | BPG              | PPG              | GP             | GS             | MPG            | FG%            | 3P%            | FT%            | RPG            | APG            | SPG            | BPG            | PPG            |
| ---------------------------------------------------------------------------------------- | ------- | ---------------- | ---------------- | ---------------- | ---------------- | ---------------- | ---------------- | ---------------- | ---------------- | ---------------- | ---------------- | ---------------- | -------------- | -------------- | -------------- | -------------- | -------------- | -------------- | -------------- | -------------- | -------------- | -------------- | -------------- |
| 2014/15                                                                                  | Остин   | 4                | 1                | 26,3             | 33,3             | 31,3             | 75,0             | 3,5              | 1,5              | 0,8              | 0,3              | 11,8             | Не участвовал  | Не участвовал  | Не участвовал  | Не участвовал  | Не участвовал  | Не участвовал  | Не участвовал  | Не участвовал  | Не участвовал  | Не участвовал  | Не участвовал  |
|                                                                                          | Всего   | 4                | 1                | 26,3             | 33,3             | 31,3             | 75,0             | 3,5              | 1,5              | 0,8              | 0,3              | 11,8             | Не участвовал  | Не участвовал  | Не участвовал  | Не участвовал  | Не участвовал  | Не участвовал  | Не участвовал  | Не участвовал  | Не участвовал  | Не участвовал  | Не участвовал  |
| Наведите курсор мыши на аббревиатуры в заголовке таблицы, чтобы прочесть их расшифровку. |         |                  |                  |                  |                  |                  |                  |                  |                  |                  |                  |                  |                |                |                |                |                |                |                |                |                |                |                |

### Статистика в колледже
| Сезон                                                                                   | Команда     | GP  | GS  | MPG  | FG%  | 3P%  | FT%  | RPG | APG | SPG | BPG | PPG  |  |
| --------------------------------------------------------------------------------------- | ----------- | --- | --- | ---- | ---- | ---- | ---- | --- | --- | --- | --- | ---- |  |
| 2008/09                                                                                 | Вандербильт | 31  | 31  | 26,0 | 50,2 | 22,0 | 69,1 | 6,2 | 1,7 | 0,9 | 0,4 | 12,2 |  |
| 2009/10                                                                                 | Вандербильт | 33  | 33  | 26,8 | 49,3 | 9,1  | 74,6 | 5,2 | 1,7 | 1,1 | 0,4 | 13,3 |  |
| 2010/11                                                                                 | Вандербильт | 34  | 33  | 31,7 | 44,9 | 34,5 | 71,9 | 5,5 | 2,4 | 1,0 | 0,6 | 14,7 |  |
| 2011/12                                                                                 | Вандербильт | 36  | 36  | 32,1 | 49,3 | 42,3 | 60,5 | 5,6 | 1,7 | 1,3 | 0,4 | 16,1 |  |
|                                                                                         | Всего       | 134 | 133 | 29,3 | 48,3 | 35,8 | 69,3 | 5,6 | 1,9 | 1,1 | 0,4 | 14,2 |  |
| Наведите курсор мыши на аббревиатуры в заголовке таблицы, чтобы прочесть их расшифровку |             |     |     |      |      |      |      |     |     |     |     |      |  |